# هان هو-گانگ
هان هو-گانگ (انگلیسی: Han Ho-gang؛ زادهٔ ۱۸ سپتامبر ۱۹۹۳) بازیکن فوتبال است.